# Stor-Harrsjön, Jämtland
Stor-Harrsjön är en sjö i Bräcke kommun i Jämtland och ingår i Ljungans huvudavrinningsområde. Sjön har en area på 0,137 kvadratkilometer och ligger 342 meter över havet. Sjön avvattnas av vattendraget Harrån.

## Delavrinningsområde
Stor-Harrsjön ingår i det delavrinningsområde (695338-149003) som SMHI kallar för Utloppet av Stor-Harrsjön. Medelhöjden är 395 meter över havet och ytan är 5,59 kvadratkilometer. Det finns ett avrinningsområde uppströms, och räknas det in blir den ackumulerade arean 17,06 kvadratkilometer. Harrån som avvattnar avrinningsområdet har biflödesordning 2, vilket innebär att vattnet flödar genom totalt 2 vattendrag innan det når havet efter 126 kilometer. Avrinningsområdet består mestadels av skog (87 procent). Avrinningsområdet har 0,13 kvadratkilometer vattenytor vilket ger det en sjöprocent på 2,4 procent.